# 천년의 신화
천년의 신화는 대한민국의 게임 회사 HQ팀이 제작한 RTS게임이다. 삼국 시대의 역사를 담고 있으며 고구려와 고려, 백제, 신라로 플레이가 가능하다.

## 치트키
- 유아독존 - 무적상태가 된다.
- 금은보화 - 곡식과 목재가 50,000씩 올라간다.
- 전광석화 - 생산속도가 올라간다.
- 명명백백 - 지도가 밝아진다.
- 승승장구 - 무조건 승리한다.

## 자원
자원은 쌀과 나무가 있는데, 쌀과 나무는 다른 게임들과 같이 일꾼들이 채집할 수 있다. 일꾼들에게 황소를 주면 채집하는 자원이 늘어나는 대신 황소를 가진 일꾼들은 건물을 지을 수 없다. 사실 황소 일꾼으로 자원채취를 했을 때 일반 일꾼이랑 자원 채취율이 별차이 없다 그리고 황소일꾼은 벼한칸을 캘때 160 일반일꾼은 280을캔다 오히려 황소일꾼이 더 안 좋다

## 화살
화살은 시장에 있는 상점시스템을 이용하여 일반화살, 쌍화살, 독화살, 불화살 네 가지 화살을 구입하여 맵 오른쪽에 있는 화살 선택창에서 선택하면 그에 맞는 화살이 날아간다. 기본적으로 일반화살200개가 주어지며 이것이 떨어지면 따로 사야한다. 일반화살과 쌍화살은 그다지 특별한 기능이 없고 일반화살에 데미지가 조금 뛰어날 뿐인 반면, 독화살과 불화살은 일정시간동안 데미지를 입힐 수 있다. 독화살은 일반 유닛계열에 유리하며, 불화살은 중무기나 건물에 유리하다.

## 시나리오
천년의 신화의 시나리오는 한부씩 9개의 시나리오를 담고 있으며 1부가 백제의 시나리오, 2부가 고구려의 시나리오, 3부가 신라의 시나리오이다. 부속시나리오로 고려의 시나리오가 있다.

### 1부. 백제, 깨어나는 호랑이
- 제 1장 다소성 전투

- 제 2장 가야 7국

- 제 3장 고해진국

- 제 4장 침미다례국

- 제 5장 신라군을저지하라

- 제 6장 외교전

- 제 7장 치양 전투

- 제 8장 패하 전투

- 제 9장 평양성 전투

### 2부. 고구려, 대륙의 추억
- 제 1장 석현성 전투

- 제 2장 관미성 전투

- 제 3장 백제의 항복

- 제 4장 신라복속

- 제 5장 북벌의 시작

- 제 6장 요동성 전투

- 제 7장 북연왕의탈출

- 제 8장 수 공(水攻)

- 제 9장 나제 동맹

### 3부. 신라, 영웅의 귀환
- 제 1장 태자구출

- 제 2장 화랑도

- 제 3장 황산벌 전투

- 제 4장 백제의멸망

- 제 5장 고구려의멸망

- 제 6장 정 찰

- 제 7장 영토수복전쟁

- 제 8장 매소성전투

- 제 9장 기벌포전투

### 대고려 건국
- 제 1장 금성을 함락시키다

- 제 2장 왕건, 고려를 세우다

- 제 3장 공산의치욕

- 제 4장 천하 통일

## 유닛

### 고구려
- 호민
- 황소호민
- 무사
- 개마무사
- 궁기병
- 전차병
- 마름쇠차
- 도인
- 수송선
- 장군선

### 백제
- 부민
- 황소부민
- 창병
- 궁병
- 박사
- 기병
- 쇠뇌
- 충차
- 포노
- 협선
- 방선

### 신라
- 하호
- 황소하호
- 창병
- 궁병
- 승려
- 낭도
- 포차
- 전호피차
- 수송선
- 전선

### 고려
고구려와 동일하다.

## 건물

### 고구려
- 회의소
- 시장
- 성채
- 망루
- 경당
- 마구간
- 제철소
- 사당
- 동맹단
- 봉수대
- 공간의 문 입구[1]
- 조선소

### 백제
- 남당
- 방앗간
- 전렵지
- 궁수훈련소
- 성채
- 망루
- 목장
- 조선소
- 태학
- 제련소
- 사군부

### 신라
- 궁성
- 시전
- 군호
- 성채
- 망루
- 궁수양성소
- 조선소
- 절
- 사설당
- 화랑도
- 국학
- 제철공방

### 고려
고구려와 동일하다.

## 영웅시스템
각 국가마다 영웅이 5~6명 정도 있다. 이 영웅들은 일반 유닛보다 강력하며, 주변 유닛의 공격력, 방어력 등을 향상시킬 수 있다. 사용하는 기술은 다르지만, 격려라는 기술을 모든 영웅이 사용하는데 격려를 사용하면 충성도가 내려가는 대신 공격력 방어력이 더욱 높아진다. 다음은 각 국가별 영웅들이다. 1번은 공격력과 방어력을 향상시키는 영웅, 2번은 공격력만 향상시키는 영웅, 3번은 방어력을 향상시키는 영웅, 4번은 은신술을 구사하는 영웅이다. 영웅의 체력이 다 떨어지면 죽는 대신, 후퇴하여 등용하는 건물에서 치료기간을 거친 후 다시 등용된다.

### 고구려의 영웅
- 광개토대왕1
- 장수왕(태자)2
- 맹광2
- 갈로2
- 도림3

### 백제의 영웅
- 근초고왕1
- 근구수왕(태자)2
- 막고해2
- 목라근자2
- 고흥3

### 신라의 영웅
- 무열왕1
- 문무왕(태자)2
- 김유신2
- 관창2
- 천존4
- 원효3

### 고려의 영웅
- 왕건2
- 궁예3
- 견훤1
- 수달1
- 신검3
- 신숭겸2

## 충성도
화면 하단에 충성도를 나타내는 빨간막대가 있다. 병사들의 현재 충성도를 나타내며, 병사들에게 격려를 사용하면 빨간막대가 줄어든다. 역시 충성도가 다 떨어지면 격려를 사용할 수 없다. 충성도를 높이는 방법은 국가마다 다르다.

### 고구려와 고려가 충성도를 높이는 방법
회의소에 있는 기술인 곡물 배풀기를 사용하여 일정 곡식을 베풀어 충성도를 높인다.

### 백제가 충성도를 높이는 방법
자신의 유닛들이 전사하거나, 적군의 유닛을 죽이면 충성도가 올라간다.

### 신라가 충성도를 높이는 방법
절을 세워 불심을 높여 충성도를 높인다. 여러개의 절을 세우면 충성도가 더욱 빠르게 올라간다.